# TT klub výtvarných umělců a teoretiků
TT klub výtvarných umělců a teoretiků (TT klub) byl umělecký spolek se sídlem v Brně, který existoval od roku 1991 do konce roku 2015. Na počátku sdružoval téměř dvě stovky výtvarných umělců a teoretiků nejrůznějšího zaměření převážně z Brna, zčásti také z jiných míst. Byl členskou organizací Unie výtvarných umělců ČR.
Spolek vznikl na začátku roku 1990 jako občanské sdružení z iniciativy brněnského teoretika výtvarného umění Igora Zhoře a oficiálně byl zaregistrován v lednu 1991. Dalšími zakládajícími členy byli Dalibor Chatrný, Jiří Hadlač, Vlasta Baránková, Miroslav Štolfa, Václav Houf, Jiří Valoch a Vladimíra Sedláková. S přechodem na právní formu spolku byl od roku 2014 oficiálním názvem TT klub.
Krédem výběrového spolku byl prohlášen společný zájem tvůrčích osobností dát najevo vzájemnou příslušnost k určitým základním ideám. TT bylo zkratkou názvu tzv. Tří-Tečkového klubu („Klub…“), kde symbolické tři tečky za slovem klub měly znamenat lidskou i uměleckou etiku, tvůrčí dynamiku a profesionalitu. Od počátku se klubové výstavy a umělecké projekty konaly nejen v oficiálních výstavních síních, ale i v negalerijních prostorech, což umožnilo širší navazování kontaktu aktuálního umění s veřejností (např. Galerie Sýpka, bývalé synagogy na Palmovce v Praze-Libni a v Třebíči, kláštery v Předklášteří a v Dolních Kounicích...).
TT klub zanikl koncem roku 2015, kdy po letech faktické nečinnosti a úbytku členstva rozhodlo valné shromáždění o jeho zrušení a právní likvidaci.

## Kolektivní výstavy
- 1990 Sýpka 7/90, Galerie Sýpka, Vlkov (7 autorů, kurátoři Irena Velková a Jan Velek)
- 1990 Smutné večery velryb, Galerie Sýpka, Vlkov , (9 autorek, kurátoři Blanka Růžičková, Irena Velková a Jan Velek)
- 1991 Mezi křikem a meditací, Dům umění měta Brna (39 autorů, kurátoři Kaliopi Chamonikola a Radek Horáček)
- 1991 Řeč věcí, Oblastní galerie Vysočiny, Jihlava (31 autorů, kurátorka Jiřina Medková)
- 1991 Technika jako důvod a mýtus, Dům umění Znojmo (7 autorů, kuríátor Igor Zhoř)
- 1991 Konfrontace Brno Třebíč, Malovaný dům, Třebíč (7 autorů, kurátor Zdeněk Šplíchal)
- 1992 Černobílá krajina, Dům umění Zlín, Dům umění města Brna (9 autorů, kurátor Radek Horáček)
- 1992/1993 Tvary tónů, Galerie J. Matičky Litomyšl, Galerie Mánes Praha (28 autorů, kurátor Radek Horáček)
- 1992 Na vlkovském poli …, Galerie Sýpka, Vlkov , (10 autorů, kurátoři Irena Velková a Radek Horáček)
- 1993 Zvětšování, Malovaný dům Třebíč, Dům umění města Brna (8 autorů, kurátor Radek Horáček)
- 1993 Příběhy bez konce, Moravská galerie Brno, Národní galerie Praha (kurátorka Kaliopi Chamonikola)
- 1993 Bílé zboží, Lietuvos Aido, Vilnius, Litva (5 autorů, kurátorka Terezie Petišková)
- 1993/1994 Patnáct a jedna z TT klubu, Dům umění Znojmo, Zámek Boskovice, Galerie mladých Praha (16 autorů, kurátor Radek Horáček)
- 1993/1994 Kresba…, Muzeum města Ostravy (5 autorů, kurátoři Radek Horáček a Evžen Navrátil)
- 1994 Hlavně hlava, Galerie U dobrého pastýře, Brno (7 autorů, Radek Horáček)
- 1995 Spor o figuru, Malovaný dům, Třebíč; Galerie U dobrého pastýře, Brno (6 autorů, kurátor Radek Horáček)
- 1996 Zahrada, zahrada Doškolovacího ústavu, Brno-Pisárky (kurátor Bohuslava Olešová)
- 1998 Nestandardní (FORMÁTY!), Galerie města Blanska; Galerie Caesar, Olomouc (21 autorů, kurátor Radek Horáček)
- 1998 Kresba–obraz–předloha, Malovaný dům Třebíč (9 autorů, kurátor Radek Horáček)
- 1998/1999 Pohyb kolem středu, Dům umění města Brna, Galerie Caesar, (kurátor Radek Horáček)
- 1999 Podoby sdělení, Zámek Bystřice pod Hostýnem (12 autorů)
- 2002 TT klub Brno: Podoby sdělení, Zámecká galerie Chagall, Karviná
- 2006 TT klub, Hrad Špilberk, Brno
- 2007 Der TT Klub Brünn im Künstlerforum Bonn, Künstlerforum Bonn, Německo

## Sympozia
V letech 1993–2003 TT klub uspořádal celkem 9 uměleckých sympozií, z toho 2 mezinárodní.

## Výstavní prostory
Mezi lety 1993–2005 TT klub disponoval a dramaturgicky řídil několik negalerijních výstavních prostor, kde prezentoval tvorbu svých členů:
- 1993–1995 Galerie Dialog, Cestovní společnost Čebus, Běhounská ul., Brno [8 výstav, dramaturgie Radek Horáček]
- 1994–1995 Foyer stadionu Schenk, Kounicova ul., Brno  [5 výstav, dramaturgie Dalibor Chatrný]
- 1994–1997 Výstavní síň Vodova, vila Královopolské, a.s., Vodova ul., Brno [18 výstav, dramaturgie Radek Horáček a Blanka Růžičková]
- 1996 Golden World Club, Brno–Pisárky [5 výstav, dramaturgie Zdeněk E.Cupák]
- 1999–2002 Galerie Čech a Němec, rámařství Čech a Němec, Údolní ul., Brno  [27 výstav, dramaturgie Libor Jaroš]
- 2002–? Práh, Brno-Tuřany
- 2003–2005 Galerie Fides, Dornych, Brno [12 výstav, dramaturgie Libor Jaroš]

## Členstvo (1991–2005)
Karel Adamus, Vladimír Ambroz, Jan Ambrůz, Nikos Armutidis, Hana Babyrádová, Vlasta Baránková, Otto Bébar, Jana Bébarová, Marie Bébarová, Yvona Boháčová, Jindřich Boška, Pavel Buchta, Tomáš Černoušek, Mojmír Čevela, Rostislav Čuřík, Josef Daněk, Ladislav Daněk, František Dörfl, Vladimír Drápal, Jiří Drlík, Václav Dosbaba, Lubomír Dostál, Antonín Dufek, Jan Dungel, Pavel Dvorský, Petr Fabián, Zbyněk Fišer, Zdeněk Fuksa, Alena Gálová, Bronislava Gabrielová, Laco Garaj, Jiří Hadlač, Boris Hála, Zdeněk Halla, Miloslav Sonny Halas, Radim Hanke, Pavel Hayek, Rudolf Hocke, Zdena Hochmanová, Petr Holý, Radek Horáček, Zdena Höhmová, Pavel Hayek, Karel Holešovský, Pavel Holouš, Václav Houf, Karel Hanák, Oldřich Hanzl, Jindřich Halabala, Vladimír Havlík, Jiří Havlíček, Pavel Herynek, Jaroslava Hudcová, Jiří Hyliš, Kaliopi Chamonikola, Dalibor Chatrný, Dana Chatrná, Josef Chalupa, Josef Chloupek, Lubomír Jarcovják, Petr Jedlička, Jiří Jahelka, Jan Jemelka, Jana Jemelková, Lefteris Joanidis, Petr Jochman, Jaroslav Kačer, Petr Kamenický, Oldřiška Keithová, Vladimír Kokolia, Milan Kolařík, Jan Konečný, Pavel Kostrhun, Slavoj Kovařík, František Kowolowski, Marie Kratochvílová, Jiří Krtička, Ivan Kříž, Alena Konečná, Inge Kosková, Dagmar Kučerová, Petr Kvíčala, Jiří Kubový, J. H. Kocman, Karel Kobosil, Miroslav Koval, Anežka Kovalová, Jánuš Kubíček, Miroslav Kubíček, Zdeněk Kučera, Markéta Kuksová, Petr Kutra, Sylva Lacinová, Jiří Lindovský, Pavel Luffer, Eliška Lysková, Vít Mádr, Milan Magni, Zdeněk Macháček, Miroslav Malina, Václav Malina, Bohumil Marčák, Milan Maur, Marie Maťhová, Jiřina Medková, Kamil Mikel, Vladislav Mirvald, Ondřej Michálek, Karel Moudrý, Alois Mikulka, Roman Muselík, Boris Mysliveček, Petr Nedoma, Miroslav Netík, Ladislav Novák, Petr Nikl, Milan Obenaus, Leonid Ochrymčuk, Otmar Oliva, Eduard Ovčáček, Bohuslava Olešová, Antonín Oth, Milada Othová, Svatopluk Otisk, Marián Palla, Jaroslav Pelikán, Marie Plotěná, Rostislav Pospíšil, Viera Postníková, Pavel Procházka, Oskar Přindiš, Karel Rivola, Liběna Rochová, Blahoslav Rozbořil, Pavel Rudolf, Božena Rossí, Karel Rossí, Tomáš Rossí, Tomáš Ruller, Oldřich Rujbr, Blanka Růžičková, Ivo Sedláček, Vladimíra Sedláková, Svatopluk Slovenčík, Jiří Sobotka, Petr Skácel, Mirka Slámová, Michal Soukup, Jindřich Svoboda, Jan Steklík, Miroslav Štěpánek, Jan T. Strýček, Jiřina Strýčková, Miroslav Střelec, Oldřich Šembera, Blanka Šperková, Zdeněk Šplíchal, Miroslav Štolfa, Ivan Štrouf, Miroslav Šnajdr, Miroslav Šnajdr jr., Jiří Šindler, Miloš Šejn, Jan Šimek, Ludvík Ševeček, Jindřich Štreit, Jaroslav Pokorný – Šťastný, Libor Teplý, Milan Togner, Jarmila Totušková, Inez Tuschnerová, Karel Tutsch, Marie Uhlířová, Aleš Ulma, Alice Ulmová, Cyril Urban, Jiří Vácha, Ida Vaculková, Jiří Vaněk, Oldřich Vašica, Vladimír Vašíček, Jiří Valoch, Milena Valušková, Jan Velek, Irena Velková, Petr Veselý, Jan Vičar, Jitka Pernesová Vitásková, Miroslav Vochta, František Vrána, Michael Vystavěl, Jan Wojnar, Roman Wenzel, Igor Zhoř, Dušan Ždímal, Jiří Žlebek, Pavel Zatloukal 